# 豆瓣香树
豆瓣香树（学名：Osyris wightiana var. rotundifolia）为檀香科沙针属下的一个变种。